# Distrito de Bongaigaon
Bongaigaon (en asamés; বঙাইগাওঁ জিলা) es un distrito de India en el estado de Assam. Código ISO: IN.AS.BO.
Comprende una superficie de 2 510 km².
El centro administrativo es la ciudad de Bongaigaon.

## Demografía
Según censo 2011 contaba con una población total de 732 639 habitantes, de los cuales 359 049 eran mujeres y 373 590 varones.